# Měcholupy (district de Plzeň-Sud)
Pour les articles homonymes, voir Měcholupy.
Měcholupy (en allemand : Miecholup) est une commune du district de Plzeň-Sud, dans la région de Plzeň, en République tchèque. Sa population s'élevait à 217 habitants en 2022.

## Géographie
Měcholupy se trouve à 8 km au sud de Blovice, à 27 km au sud-sud-est de Plzeň et à 90 km au sud-ouest de Prague.
La commune est limitée par Blovice et Ždírec au nord, par Srby à l'est, par Klášter et Prádlo au sud, et par Jarov et Chocenice à l'ouest.

## Histoire
La première mention écrite de la localité date de 1558.

## Transports
Par la route, Měcholupy se trouve à 9 km de Blovice, à 30 km de Plzeň et à 112 km de Prague.